# Inerrância bíblica
Inerrância bíblica é a doutrina segundo a qual, em sua forma original, a Bíblia está totalmente livre de contradições, incluindo suas partes históricas e científicas. A inerrância distingue-se da doutrina da Infalibilidade bíblica a qual assegura que a Bíblia é inerrante quando se fala de assuntos de fé e de sua prática e não em relação à história e ciência.

## História da doutrina da inerrância
A questão da inerrância bíblica nasceu nos Estados Unidos nos anos 1970, reeditando polêmicas do século XIX (inspiração bíblica) e da década de 1920 (infalibilidade bíblica). Ao largo da história do cristianismo, teólogos e exegetas cristãos e judeus interpretavam a Bíblia com pressupostos de autoridade, veracidade em seu texto e mensagem sem, contudo, implicar em historicidade, cientificidade e literalismo de modo uniforme a todos textos bíblicos como teste de ortodoxia.
Conforme um artigo de Richard J. Coleman publicado na "Theology Today" em 1975, "Além de ter longos períodos na história da igreja em que a inerrância bíblica não foi uma questão crítica. Ela foi um fato notável de modo que apenas no final de dois séculos podemos falar em legitimar uma doutrina formal da inerrância. Os argumentos pró e contra tem enchido muitos livros, e quase qualquer um pode juntar-se no debate".
Nos anos 1970 e 1980, porém, o debate entre círculos teológicos, que se centralizaram na questão de ser  ou não a Bíblia infalível ou tanto infalível ou inerrante, veio a luz. Alguns seminários notáveis, assim como o Princeton Theological Seminary e o Fuller Theological Seminary, formalmente adotaram a doutrina da infalibilidade, assim rejeitaram a doutrina da inerrância.
O outro lado desse debate focalizou amplamente a revista "Christianity Today" e o livro intitulado "The Battle for the Bible" por Harold Lindsell. O autor asseverou que, o que prejudicou doutrina da inerrância da Escritura foi o segmento que quer desvendar a igreja. Conservadores rejeitaram essa ideia, concordando que uma vez que um homem ignora a veracidade definitiva da Bíblia, então nada pode justificá-lo.
Os inerrantistas americanos passaram a aplicar o critério de "ou tudo ou nada" para essa doutrina. Temerosos de um "efeito dominó", de que a não aceitação de inerrância a todas as minúcias, por exemplo, cronológica ou científica, levaria à apostasia. Portanto, validade doutrinária ou o reconhecimento de legitimidade de teólogos ou grupos cristãos passaram a ser condicionados, nesses círculos inerrantistas, à subscrição às proposições desse conceito teológico moderno.

## A doutrina da inerrância
Muitas denominações acreditam que a Bíblia é inspirada por Deus, o qual através dos atos humanos é o autor divino da Bíblia. Isto é expressado na seguinte passagem da Bíblia:
Toda escritura inspirada por Deus é útil para ensinar, redarguir, corrigir e instruir na justiça. (II Timóteo 3:16) 
Antes de mais nada, saibam que nenhuma profecia da Escritura provém de interpretação pessoal, pois jamais a profecia teve origem na vontade humana, mas homens falaram da parte de Deus, impelidos pelo Espírito Santo" .(II Pedro 1:20–21). 
Muitos que acreditam na inspiração da escritura ensinam que ela é infalível. Aqueles que defendem a infalibilidade acreditam que aquilo que dizem as Escrituras em matéria de fé e prática cristã é totalmente útil e verdadeiro. Algumas denominações que ensinam que na infalibilidade os detalhes da história e/ou ciência tornam-se irrelevantes para as questões de fé e prática cristã, podem conter erros, pois no concurso do divino e do humano em sua produção textual, o componente humano é falível e errôneo. Aqueles que creem que a inerrância deve compreender a comunidade científica, dados geográficos, históricos e detalhes dos textos manuscritos originais são totalmente verdadeiras e sem erros.

### A base da crença
Os inerrantistas buscam como base bíblica desta crença nos escritos do apóstolo Paulo. Teólogos inerrantistas como Norman Geisler argumentam que a interpretação da inerrância baseia-se no sentido literal das palavras. Jesus encarando uma multidão também seguiu o mesmo padrão ao dizer que cada "jota e til" tem o mesmo valor por hoje e sempre (Mateus 5:18). A base teológica da crença é, em forma simples, que Deus é perfeito, a Bíblia, como palavra de Deus, deve também ser perfeita, assim, livre de erros. É o que pode ser visto na seguinte passagem:
Primeiro do Velho Testamento:
"A lei do Senhor é perfeita, e refrigera a alma, o testemunho do Senhor é fiel, e dá sabedoria aos símplices. Os preceitos do Senhor são retos, e alegram o coração; o mandamento do Senhor é puro, e alumia os olhos. O temor do senhor é limpo, e permanece eternamente; os juízos do Senhor são verdadeiros e também justos" (Salmos 19:7–9)
Do Novo Testamento:
"Santifica-os na verdade; a tua palavra é a verdade" (João 17:17)

"...que Deus seja verdadeiro e todo homem mentiroso..." (Romanos 3:4)
Os que são a favor da inerrância bíblica também ensinam que "Deus usou as diversas personalidades e estilos literários dos escritores" dos manuscritos mas a inspiração Deus os guiou para impecavelmente projetar sua mensagem através de sua própria linguagem e personalidade . Infalibilidade e inerrância se referem aos supostos textos originais da Bíblia. E enquanto estudiosos conservadores reconhecem o potencial erro humano na transmissão e tradução, traduções modernas são consideradas representações fiéis dos originais.
Em seu texto sobre o assunto, Geisler & Nix (1986) aclamam que a inerrância da escritura é estabelecida pelo número de observações e processos, que incluem:
- A precisão histórica da Bíblia;
- As passagens bíblicas que afirmam sua própria inerrância;
- A história da Igreja e sua tradição;
- A experiência individual com Deus.

### A tradição textual do Novo Testamento
Existem mais de 5.600 manuscritos gregos contendo todo ou parte do Novo Testamento. Muitos desses manuscritos datam da Idade Média. A mais antiga cópia completa do Novo Testamento, a Codex Sinaiticus, data do quarto século EC. O mais novo fragmento do Novo Testamento é o Rylands Lybrary Papyrus P52, que data do meio do segundo século EC e é do tamanho de um cartão. Manuscritos muito novos são raros.
Não há nenhum manuscrito idêntico ao outro, exceto os menores fragmentos, e os muitos manuscritos que preservam o texto do Novo Testamento diferem muito entre eles em muitos aspectos, com uma estimativa de 200.000 a 300.000 diferenças entre os vários manuscritos. De acordo com Ehrman:
| “ | A maioria das mudanças são erros por descuido que são facilmente reconhecíveis e corrigidos. Os escribas cristãos muitas vezes erram simplesmente porque estão cansados ou desatentos ou, às vezes, ineptos. Na verdade, os erros mais comuns em nossos manuscritos envolvem a ortografia, o que é mais significante que mostrar que os escribas não soletravam melhor que nós hoje. Em acréscimo, nós temos numerosos manuscritos que em cada um os escribas deixaram de fora muitas palavras, versos, e até páginas inteiras, presumivelmente por acidente. Às vezes os escribas reorganizam as palavras na página, por exemplo, deixando de fora uma palavra e então reinserindo depois na sentença. | ” |

Alguns exemplos familiares das passagens do Evangelho que acham que foi adicionada depois por intermediários incluem João 7:53–João 8:1 (a Perícopa da Adúltera), I João 5:7–8 (Comma Johanneum), Marcos 16:9–20 (o "final longo" de Marcos 16) e II Coríntios 13:13.
A filologia bíblica estabeleceu que os textos do Antigo e do Novo Testamento foram extensivamente editados. Assim, não há de se separar composição de transmissão.
Por centenas de anos, escolas bíblicas e textuais tem examinado os manuscritos extensivamente. Desde o oitavo século, elas tem empregado a técnica da crítica textual para reconstruir as versões mais antigas dos manuscritos existentes do Novo Testamento. Muitos acreditam que versões originais do Novo testamento seriam ainda hoje acessíveis e, além disso, são precisamente representadas pelas modernas traduções. Outros preferem os textos tradicionais que são usados em suas igrejas aos textos modernos, argumentando que o Espírito Santo age apenas na preservação da escritura como ela foi criada. Este grupo de pessoas é encontrado em igrejas não-protestantes, mas alguns protestantes também possuem esta visão.
Os livros que são incluídos e excluídos da Bíblia são resultados de longos processos históricos. Para uma corrente da inerrância bíblica ser aceita, estes que mantêm esta visão também acreditam que a separação do Cânon dos apócrifos foi também divinamente inspirada.

### Equívocos sobre a Inerrância
O teólogo inerrantista Paul Feinberg esclareceu alguns equívocos às vezes cometidos por próprios inerrantistas ou atribuídos a eles por seus críticos:
- A inerrância não exige adesão estrita às regras gramaticais na interpretação bíblica;
- A inerrância não exclui o uso de figuras de linguagem ou de um determinado gênero literário;
- A inerrância não exige precisão histórica ou semântica;
- A inerrância não exige a linguagem técnica da ciência moderna para descrever um fenômeno ou evento;
- A inerrância não requer exatidão verbal na citação do Antigo Testamento pelo Novo Testamento;
- A inerrância não exige que a Logia Jesu (os ditos de Jesus) contenha a Ipsissima verba (as palavras exatas) de Jesus, apenas a Ipsissima vox (a mensagem exata);
- A inerrância não garante a abrangência exaustiva de qualquer narrativa única ou de narrativas combinadas;
- A inerrância não exige a infalibilidade ou inerrância das fontes não inspiradas usadas pelos escritores bíblicos.

## Principais pontos de vista religiosos da Bíblia

### Católicosromanos
A Igreja Católica romana considera algumas ensinamentos da própria Igreja, por exemplo definições do Concílio ecuménico ou do Papa, como infalíveis no sentido que são livres de erros. Entretanto, a doutrina católica romana da infalibilidade papal é limitada na aplicação e é alvo de contingências. Desde que a doutrina foi formalmente definida no primeiro Concílio do Vaticano em 1870, foi invocada apenas uma vez em 1950. O ensinamento da igreja católica romana afirma que a ressurreição de Jesus confirma sua divindade, que por sua vez confirma o Papa como seu sucessor e os bispos, guiado pelo Espírito Santo para oferecer orientação em questões de fé e moral. Católicos acreditam esta orientação tem permitido o ensinamento de Jesus e dos apóstolos, na Sagrada Tradição católica e na Sagrada Escritura (a Bíblia), a ser preservada e transmitida aos dias de hoje. Falando da autoridade reclamada concedida a ele por Cristo, o Papa Pio XII, na sua encíclica Divino Afflante Spiritu, denunciou aqueles que consideram que a inerrância foi limitada a assuntos de fé e moral:
O Concílio de Trento ordenado por decreto solene que "os livros inteiros com todas as suas partes, uma vez que foram destinados para serem lidos na Igreja Católica e estão contidos na antiga edição da Vulgata Latina, estão mantidos sagrados e canônicos". [...] Quando, em seguida, alguns escritores católicos, apesar desta solene definição da doutrina católica, pela qual tal autoridade divina é reivindicada para "todos os livros com todas as suas partes", como forma de garantir livre de qualquer erro, se aventuraram a restringir a verdade da Sagrada Escritura unicamente às questões de fé e moral, e que diz respeito a outros assuntos, quer no domínio da ciência física ou histórica ou outras questões, nosso predecessor que nunca serão esquecido, Leão XIII na Carta Encíclica condenou estes erros.
A posição Católica Romana sobre a Bíblia fica mais clara na Dei Verbum, um dos principais documentos do Concílio Vaticano II. Este documento afirma a convicção católica de que toda escritura é sagrada, confiável e infalível porque os autores bíblicos foram inspirados por Deus. Segundo eles, atenção especial deve ser prestada ao real significado pretendido pelos autores, a fim de tornar a interpretação correta: Gênero, modos de expressão, circunstâncias históricas, liberdade poética, a tradição da Igreja são fatores que devem ser considerados na análise da escritura. A Igreja Católica sustenta que a competência para declarar correta uma interpretação cabe em última instância à Igreja através do seu Magistério. Este ensino é reiterado no Catecismo da Igreja Católica.

### Cristãos Ortodoxos Orientais
A Igreja Ortodoxa Oriental também crê na tradição não escrita e nas escrituras, mas nunca se esclareceu a relação entre elas. Contemporâneos teólogos ortodoxos orientais debatem se estes depósitos de conhecimentos separados ou formas diferentes de compreender uma única realidade dogmática. Padre Georges Florovsky, por exemplo, afirmou que a tradição não é mais do que "Escritura certamente entendida". Por causa da Igreja Ortodoxa Oriental enfatizar a autoridade dos conselhos, que pertencem a todos os bispos, fragiliza os usos canônicos mais que a inspiração da escritura. Ao contrário da Igreja Católica Romana, a maioria dos teólogos  Orientais Ortodoxos também reconhecem que um selo final de autenticidade ou ecumenicidade é que o corpo da igreja recebe os Concelhos. Desde a aceitação da Septuaginta e do Novo Testamento que levou a liderança regional de bispos do segundo século a se basear nesses textos "fidelidade ao mesmo ensino apostólico para que as tradições da igreja também sejam fiéis. A Igreja Ortodoxa Oriental enfatiza que as escrituras só podem ser entendidas, de acordo com uma regra normativa da fé (o Credo Niceno-Constantinopolitano) e o modo de vida que tem continuado a partir de Cristo e dos Apóstolos até os dias de hoje, e para sempre.

### Protestantes

#### Teologia evangélica
Em contexto anglo-saxão, as igrejas adeptas ao evangelicalismo, ao contrário das orientais e romanas, rejeitam que existe uma tradição autoritária que ainda hoje seja infalível. Alguns evangélicos que asseguram que a Bíblia confirma a sua própria autoridade, lembrando que Jesus frequentemente cita que a escritura é o "tribunal de recurso" definitivo. O raciocínio é que, se a Bíblia, pressupõe-se inerrante e a única forma da palavra de Deus, então isto implica que a Bíblia é totalmente confiável em matéria de fé e comportamento. A tradição, as experiências religiosas e a razão por estar sujeita à agência humana e a várias versões do mesmo eventos/verdades, devem ser julgados pelas Escrituras.
No geral, entre teológos evangélicos que trabalham com a bibliologia, a questão da inerrância é considerada mais algo culturalmente localizado. É um tópico que faz parte da agenda teológica norte-americana, sendo quase inaudito entre teólogos evangélicos britânicos, europeus continentais e do sul Global.
Nos Estados Unidos, a doutrina da inerrância se desenvolveu em três fases. Na chamada escola de Princeton, B.B. Warfield fundamentava-se em uma teologia positivista, para a qual havia a necessidade de um fundamento sólido e inequívoco para fundamentar as doutrinas cristãs, principalmente em contextos apologéticos. Na próxima fase, na separação entre fundamentalistas e evangelicals, o líder evangelical Carl F.H. Henry argumentava que a vida e crença cristã deveriam ter um fundamento racional nas Escrituras, opondo-se tanto ao biblicismo dos fundamentalistas quanto a postura neo-ortodoxa de considerar a Bíblia inspirada na medida em que ela inspira. Em uma fase final, já nas "guerras culturais", o movimento liderado por Norman Gleiser buscou afirmar a Bíblica como parâmetro inerrante em seus textos autógrafos (originais). As denominações evangélicas que assumem a inerrância da Bíblia irão frequentemente fazer um proeminente e inequívoco apoio a esta declaração na lista de suas crenças.
Para muitos teólogos evangélicos a existência de erros na Bíblia não compromete a veracidade da mensagem divina, na qual ela é considerada suficiente e confiável para a fé e dotada de autoridade. O teólogo e bispo anglicano aposentado NT Wright recusa a doutrina da inerrância em defesa de uma visão elevada da autoridade das Escrituras. E apologistas como William Lane Craig rejeita a doutrina da inerrância como necessária à fé cristã. O biblista evangélico especialista no Novo Testamento Robert Gundry admite o desenvolvimento textual dos evangelhos dentro de um processo de composição, algo negado pelos inerrantistas. O teólogo evangélico e historiador do pensamento cristão Roger Olson nega o conceito de inerrância e afirma o valor transformador que a Bíblia na vida cristã. 

#### Posição fundamentalista cristã
A Declaração de Chicago
Em 1978 um encontro das líderes evangélicos e cristãos fundamentalistas americanos, incluindo representantes dos conservadores, Reformistas e Presbiteriana, Luterana, Batista e denominações, adotou a Declaração de Chicago sobre a Inerrância bíblica. A Declaração de Chicago não implica dizer que qualquer tradução tradicional da Bíblia é sem erro. Em vez disso, ela pressupõe que seja possível descobrir intenção do autor de cada texto original, e compromete-se a receber a declaração do fato, dependendo se ele pode ser determinado ou supor que os autores pretendem comunicar uma declaração de fato. Evidentemente, saber da intenção do autor original é excepcionalmente difícil, e sempre inclui um elemento subjectivo. Reconhecendo que existem muitos tipos de literatura na Bíblia além de declarações de fato, a declaração, no entanto, reafirma a autenticidade da Bíblia em todo como a palavra de Deus. Defensores da Declaração de Chicago estão preocupados que aceitar um erro na Bíblia possa ser uma ladeira escorregadia que leva à rejeição que a Bíblia tenha qualquer valor maior do que qualquer outro livro. "A autoridade da Escritura é necessariamente prejudicada se esta total inerrância divina é de alguma forma limitada ou ignorada, ou é relativizada por uma visão da verdade contrária da própria Bíblia; e tais lapsos trazem sérios prejuízos, tanto ao indivíduo e à Igreja".
Somente a King James
Outra crença entre cristãos fundamentalistas americanos é a "somente a King James(KJV)". Essa crença afirma que os tradutores da versão em inglês da Bíblia King James foram guiados por Deus, e que a KJV deve ser considerada como a autoridade da Bíblia em inglês. No entanto, aqueles que detêm essa opinião, não a estendem para a tradução em inglês dos livros apócrifos da KJV, que foram produzidos juntamente com o resto da Versão Autorizada. Modernas traduções diferem das KJV em muitos pontos, por vezes resultantes do acesso aos diferentes textos novos, em grande parte como resultado do trabalho no campo da crítica textual. Os defensores da KJV, no entanto, consideram que o cânone protestante da KJV é por si só um texto inspirado e, portanto, continua autorizado. O movimento de "Somente a King James" afirma que a KJV é a única tradução em Inglês livre de erro.
Textus Receptus (culturas que não falam inglês)
Entre cristãos fundamentalistas protestantes que não usam a língua inglesa há um movimento similar à "Somente a King James", o qual é a visão que as traduções devem ser derivadas do Textus Receptus, a fim de ser considerada inerrante. Como a versão da King James é uma tradução em inglês, isto deixa os falantes de outras línguas em uma posição difícil, daí a crença no Textus Receptus como a inerrante fonte  textual para traduções de línguas modernas. Por exemplo, em culturas de língua espanhola a versão comumente aceitada "como sendo equivalente a KJV é a revisão da Reina Valera de 1909 (com diferentes grupos aceitando em adição a de 1909 ou no seu lugar as revisões de 1862 ou 1960). No Brasil, as versões que usam o Textus Receptus no Novo Testamento (e o Texto Massorético no Velho Testamento) são a Almeida Revista e Corrigida, a Almeida Corrigida Fiel de 1994, a Almeida Corrigida e Revisada, Fiel ao Texto Original, de 2007 (essas duas últimas editadas pela Sociedade Bíblica Trinitária do Brasil), o Novo Testamento do Textus Receptus da tradução do pastor Fridolin Janzen. No entanto, todas essas versões produziram um texto eclético, com leituras de diferentes edições do Textus Receptus e do Texto Massorético, bem como foram informados por leituras da Bíblia King James e mesmo pela Vulgata.

#### Visão Wesleyana e Metodista
A tradição cristã Wesleyana e Metodista afirma que a Bíblia é a autoridade sobre questões relativas à fé e prática. A Igreja Metodista Unida não usa a palavra "inerrante" para descrever a Bíblia, mas acreditam que a Bíblia é a Palavra Deus, e, como tal, é a principal autoridade de fé e prática.
O que é de importância fulcral para a tradição cristã Wesleyana é a Bíblia ser como um instrumento que Deus usa para promover a salvação. De acordo com esta tradição, a Bíblia faz a salvação por si só; Deus inicia a salvação e ele próprio consuma a salvação. Pode ser um perigo de apostasia ao se afirmar que a Bíblia garante a salvação.
Com este foco na salvação, Wesleyanos não precisam fazer alegações sobre inerrância nos textos originais, traduções posteriores, ou particulares interpretações. E ainda Wesleyans afirmam que a Bíblia é a principal autoridade sobre fé e prática, bem como a Bíblia é muitas vezes um dos principais meios para promover a salvação de Deus no mundo.

#### Visão Luterana
A interpretação da Bíblia pela tradição teológica luterana é centrada "naquilo que aponta a Cristo". Dessa forma, o luteranismo histórico considera irrelevante detalhes do que a Bíblia ensina sobre história ou ciência, consequentemente tornando irrelevante a questão do inerrantismo.  No entanto, na América do Norte o Sínodo da Igreja Luterana de Missouri, o Sínodo da Evangélica Luterana de Wisconsin, a Igreja Luterana do Canadá, o Sínodo da Luterana Evangélica e muitos outros pequenos organismos suportam a inerrância das escrituras, embora a maior parte das Luteranas não considerem-se "fundamentalistas". A maior Igreja Evangélica Luterana na América e a Igreja Evangélica Luterana no Canadá não suportam oficialmente a inerrância bíblica, embora existam aqueles dentro da ELCA e ELCIC que são Inerrantistas.

#### Visão Reformada
Em geral, teólogos reformados consideram que a depravação humana impede que o homem compreenda por si mesmo algo objetivo e verdadeiro como as Escrituras. Para Calvino, isso requer a iluminação do Espírito Santo. . Baseado nisso, o teólogo holandês Abraham Kuyper argumentava que as Escrituras não erram quando comparadas a qualquer base humana de conhecimento, como a razão ou tradição, as quais são falíveis como meios epistemológicos; no entanto, não se descarta incorporar o conhecimento científico e histórico em mesmo para a compreensão bíblica . Dado essas limitações humanas, passou ser irrelevante para o sistema teológico reformado a doutrina da inerrância. Contudo, a vertente reformada neo-ortodoxa, especialmente pelo teólogo Emil Brunner que cunhou os "cinco solas" protestantes, a Bíblia primazia como única fonte objetiva e verdadeira de fé. . Contudo, os reformados distinguem entre veracidade, historicidade e facticidade. Assim, muitos teólogos reformados aceitam sem problemas o evolucionismo como verdadeiro, sem excluir a veracidade de um Deus criador conforme as Escrituras.
Uma vertente menor dos reformados afastou-se da postura histórica da teologia reformada e adotou o inerrantismo. Esse movimento foi liderado por John Gresham Machen e resultou na criação da Igreja Presbiteriana Ortodoxa, e posteriormente a Igreja Presbiteriana Bíblica. No Brasil, essas denominações compreendem a Igreja Presbiteriana Conservadora do Brasil e a Igreja Presbiteriana Fundamentalista do Brasil, bem como muitos segmentos da Igreja Presbiteriana do Brasil.

## Crítica da Inerrância bíblica

### Exegese defeituosa
Proponentes da inerrância bíblica preferem muitas vezes as traduções de 2 Timóteo 3:16 que diz "toda escritura é dada por inspiração de Deus", e eles interpretam isto significando que toda a Bíblia é inerrante. No entanto, os críticos desta doutrina acham que a Bíblia não faz diretamente a pretensão de ser inerrante ou infalível, a mesma frase também pode ser traduzida como "Toda Escritura inspirada é também útil ...", com o versículo não se referindo ao cânone bíblico. No contexto, o entendimento é que esta passagem fala que os escritos do Antigo Testamento estavam canonizados no momento em que foram escritos. No entanto, há indicações de que os escritos de Paulo estavam sendo considerados, pelo menos pelo autor da Segunda epístola de Pedro (2 Pedro 3:16), como comparáveis ao Antigo Testamento.
A ideia de que a Bíblia não contém erros é essencialmente justificada pelos textos que se referem à sua inspiração divina. No entanto, este argumento tem sido criticado como raciocínio, pois essas afirmações só têm de ser aceitas como verdade, se já se pensar que a Bíblia é inerrante. Nenhum desses textos dizem que por serem inspirados, que é, portanto, sempre correto em suas históricas ou morais interpretações.

### Substituição da autoridade divina
De acordo com o Bispo John Shelby Spong, a doutrina bíblica da inerrância tem sido um histórico substituto para a infalibilidade papal. "Quando Martinho Lutero contestou a infalível autoridade do papa, ele fez em nome da sua nova autoridade, a infalibilidade das escrituras. Este ponto de vista foi geralmente abraçado por todas as igrejas da Reforma. A Bíblia, portanto, tornou-se o documento papal do Protestantismo".

### Conceito de "Palavra de Deus"
Grande parte da discussão sobre o tipo de autoridade que deve ser atribuída aos textos bíblicos centra-se sobre o que se entende por "Palavra de Deus". O termo pode referir-se ao próprio Cristo (Logos), bem como para a proclamação de seu ministério (kerigma). No entanto, a inerrância bíblica difere da ortodoxia na visão da Palavra de Deus significando que todo o texto da Bíblia é interpretado didaticamente como falas (léxis) de Deus. 
As observações do exegeta Johann Salomo Semler quanto à distinção que o próprio texto bíblico faz entre Escrituras e Palavra de Deus é aplicável à doutrina da inerrância.  Existe apenas um exemplo na Bíblia em que a frase "a palavra de Deus" refere-se a algo "escrito". A referência é a do Decálogo, que muitas denominações cristãs consideram não aplicável. Entretanto, a maioria das outras referências são reportadas dos discursos, as quais são preservadas na Bíblia. O Novo Testamento contém também uma série de declarações que se referem a passagens do Antigo Testamento como palavra de Deus, por exemplo, Romanos 3:2 (que diz que aos judeus foram "confiadas muitas palavras de Deus"), ou o livro de Hebreus, que mostra muitas vezes mostra citações do Antigo Testamento com palavras como "Deus disse". A Bíblia também contém palavras faladas por seres humanos para Deus, como as orações e músicas dos Salmos. Que estas são palavras de Deus para nós foi abordado em animadas controvérsias medievais. A ideia de que a palavra de Deus é maior que Deus é encontrada na Escritura, e não que cada linha do livro é uma declaração feita por Deus.
A frase "a palavra de Deus" nunca é aplicada para nossas bíblias modernas, dentro da própria Bíblia. Apoiantes da inerrância argumentam que isso é simplesmente porque a Bíblia canônica não estava fechada.
A ideia da própria Bíblia como Palavra de Deus, como sendo ela própria a revelação de Deus, é criticada na neo-ortodoxia. Aqui, a Palavra de Deus seria um modo de revelação imediata enquanto as Escrituras seriam uma revelação mediata. Assim, Bíblia é vista como uma única testemunha para as pessoas e os atos, o que faz ser Palavra de Deus. No entanto, é plenamente um testemunho humano inspirado pelo contato ou testemunho do divino. Todos os livros da Bíblia foram escritos por pessoas humanas. Assim, mesmo se a Bíblia é - no todo ou em parte - a Palavra de Deus não é claro. Contudo, autores neo-ortodoxos e evangélicos argumentam que a Bíblia ainda pode ser interpretada como a "Palavra de Deus", no sentido em que as declarações dos autores podem ter sido representativas do, e talvez até diretamente influenciados pelo conhecimento do próprio Deus.

### Confiabilidade
A inerrância bíblica também foi criticada com o argumento de que muitas declarações sobre a história da ciência que são encontradas nas Escrituras são demonstradas insustentáveis. Alegam que a inerrância é uma proposição não confiável: se é encontrado na Bíblia quaisquer erros ou contradições, a proposição foi refutada. A opinião está dividida sobre quais as partes da Bíblia são confiáveis, à luz destas considerações. Teólogos radicais respondem que a Bíblia contém, pelo menos, duas visões diferentes sobre a natureza de Deus: um Deus de guerras ou de um pai amoroso. A escolha de qual material terá valor pode ser baseada no que é coerente e moralmente desafiante, e este tem prioridade sobre os outros ensinos encontrados nos livros da Bíblia.

### Inexistência dos Autógrafos
Central à doutrina da inerrância é a hipótese de que houve um autógrafo -- texto finalizado e já em sua forma canônica -- produzida individualmente pelos autores de cada livro bíblico. Tal conceito foi proposto no século XIX pelo erudito alemão Paul de Lagarde, mas a própria Bíblia, bem como a filologia e a crítica textual, demonstram que a composição de seus textos foi mais fluida. Os textos bíblicos foram compostos, raras exceções, por escribas ou amanuenses.  Nesse processo, boa parte dos textos circulavam (às vezes por gerações) de forma oral até serem fixados em texto escrito pelos escribas. Na composição dos textos bíblicos, era comum incorporarem fontes anteriores e os escribas tinham a liberdade de editar ou adicionar ao texto.

### Tradução
Um ponto que foi alegado é que, mesmo que o texto seja garantidamente inerrante na sua língua original, isto já não é válido após a tradução, porque não existe uma perfeita tradução. Os textos originais foram principalmente escritos em hebraico e grego com traduções em várias línguas antigas - hebraico, grego Koine, coptas e Siríaco - que alguns já estão familiarizados. Tradutores de um idioma para outro são frequentemente confrontados com várias maneiras em que uma frase pode ser traduzida, em particular no caso das passagens poéticas, e a língua em que a Bíblia está sendo traduzida também está em constante evolução e mutação. Traduções erradas da Bíblia são ocasionalmente descobertas. Por exemplo, escritos de estudiosos diziam que uma profecia messiânica não exigia que a mãe do Messias fosse uma virgem, apenas jovem. Foi proposto que a descrição dos Evangelhos sobre a Virgem Maria foram fabricados para se ajustarem com uma profecia que eles próprios leram numa versão.
Algumas passagens bíblicas são convencionalmente tratadas como verso, e outras como diferentes tipos de prosa: isto nem sempre tem sido o caso. Algumas das prosas contém muitas formas linguísticas que indicam poesia. As duas formas têm uma certa sobreposição mútua. A inerrância como uma doutrina em si não prevê claramente a hermenêutica para descobrir como as comunicações literais encontradas na prosa podem ser distinguidas dos elementos simbólicos e metafóricos da poesia.

### Confusão entre veracidade e historicidade
O biblista e hebraista James Barr criticou a doutrina da inerrância porque seus proponentes teriam uma visão reducionista da linguagem bíblica, confundido veracidade e historicidade. O fato de as crenças dos autores bíblicos terem sidos expressas em uma forma literária pressupõe que eles consideravam tais crenças como verazes. No entanto, isso não implica que tais autores viam tais redações como dotadas de historicidade. E essa distinção entre verdade literária e historicidade seria confundida pelos inerrantistas ao tentarem impor suas visões de história e ciência ao texto bíblico.

### Apologias
- Ribeiro, Noemi. Inerrância Bíblica. Solascriptura
- Recent Perspectives on the Reliability of the Gospels by Gary R. Habermas
- Why I Believe in the Inerrancy of the Scriptures by Dave Miller
- Scholarly articles on Inerrancy from the Wisconsin Lutheran Seminary Library

### Críticas
- Dissolving the Inerrancy Debate (a postmodern view)
- Bible Inerrancy: A Belief Without Evidence Farrell Till's rebuttal to Dave Miller's defense (see above)
- Textual Corruptions Favoring the Trinitarian Position
- Isaac Newton's Views on the Corruption of Scripture
- The Two Most Notable Corruptions of Scripture, by Isaac Newton
- How Can The Bible be Authoritative? by N.T. Wright
- Rodor, Amin A. "A Bíblia e a inerrância." Kerygma 1.1 (2005): 16-30.
- WILSON, Andrew. Por que eu não odeio a Palavra ‘Inerrância’. The Gospel Coalition, 2 Abril, 2015